# روبرتو بشارة
روبرتو بشارة (بالإسبانية: Roberto Bishara)‏ (18 أغسطس 1981 سانتياغو تشيلي - ) هو لاعب كرة قدم تشيلي يلعب كمدافع.

## روابط خارجية
- روبرتو بشارة على موقع الاتحاد الدولي (مؤرشف)  (الإنجليزية)
- روبرتو بشارة على موقع قاعدة بيانات كرة القدم.إي يو (الإنجليزية)
- روبرتو بشارة على موقع ناشيونال فوتبول تيمز (الإنجليزية)